# Methodist Church of Fiji and Rotuma
Methodist Church of Fiji and Rotuma är det största kristna trossamfundet i Fiji. Över en tredjedel av befolkningen (och två tredjedelar av de etniska fijierna i landet) tillhör kyrkan, som är ansluten till Pacific Conference of Churches.